# Mihăileni (Harghita)
Mihăileni [ˈmihəilenʲ] (ungarisch Szentmihály) ist eine Gemeinde im Kreis Harghita, in der Region Siebenbürgen in Rumänien.
Der Ort Mihăileni ist auch unter den rumänisch veralteten Bezeichnungen Sîn-Mihaiu und Mihaileni, und der ungarischen Bezeichnung Székelyszentmihály bekannt.

## Geographische Lage

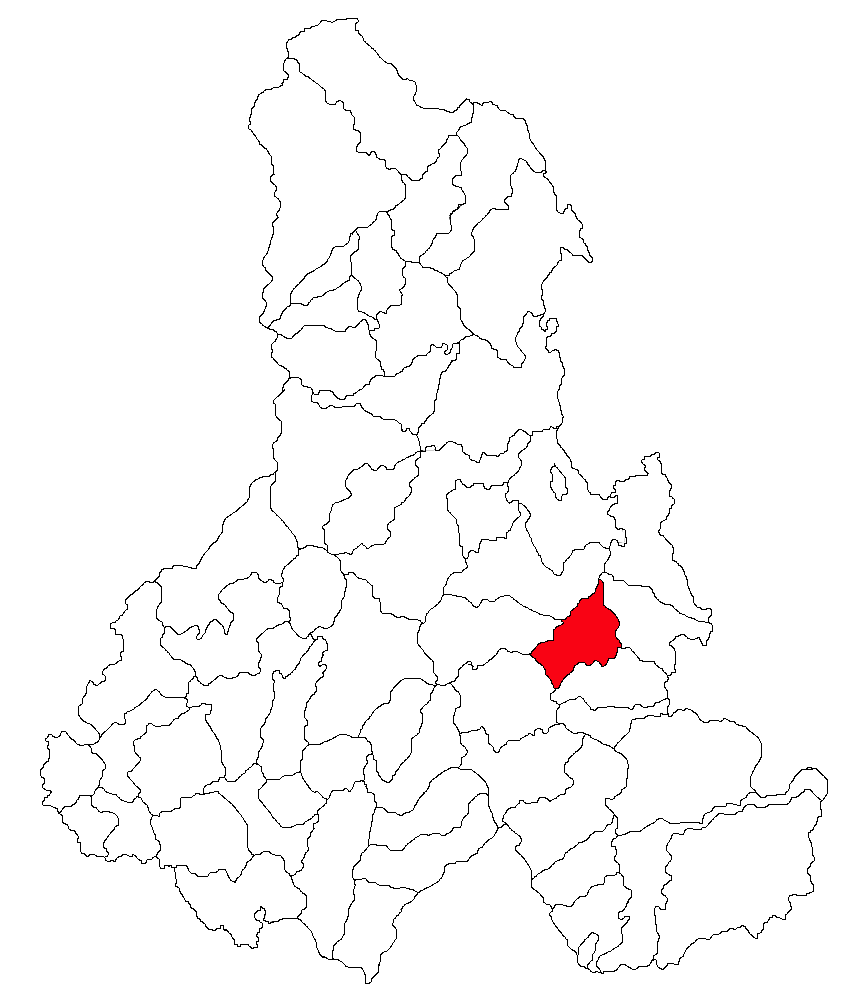
Lage der Gemeinde Mihăileni im Kreis Harghita

Die Gemeinde Mihăileni liegt östlich des Siebenbürgischen Beckens in den Südwestausläufern des Ciucului-Gebirges, eines Teilgebirges der Ostkarpaten, in der historischen Region Szeklerland im Osten des Kreises Harghita. Am Bach Racu, einem Nebenfluss des Olt (Alt), der Kreisstraße (drum județean) DJ 124, einer östlichen Nebenstraße des Drum național 12 und der Bahnstrecke Sfântu Gheorghe–Siculeni–Adjud liegt der Ort Mihăileni etwa 13 Kilometer nordöstlich von der Kreishauptstadt Miercurea Ciuc (Szeklerburg) entfernt.

## Geschichte
Der mehrheitlich von Szeklern bewohnte Ort Mihăileni wurde 1333 erstmals urkundlich erwähnt.
Auf dem Areal des Gemeindezentrums, neben dem alten Friedhof und im Norden des Ortes genannt Kicsierdő, werden Besiedlungen in die Bronzezeit datiert. Besiedlungen des Gemeindezentrums in der Latènezeit werden bei Kerekparlag, Vár und Pallagföld, oder auch im eingemeindeten Dorf Nădejdea (Ajnád) vermerkt.
Archäologische Funde von Mihăileni, die veröffentlicht wurden, konnten im Museum der Kreishauptstadt nicht identifiziert werden, obwohl mehrere Einträge im Inventar aufgezeichnet sind.
Zur Zeit des Königreichs Ungarn gehörte Mihăileni dem Stuhlbezirk Felcsík in der Gespanschaft Tschick (rumänisch Comitatul Ciuc), anschließend dem historischen Kreis Ciuc und seit 1950 dem heutigen Kreis Harghita an.

## Bevölkerung
Die Bevölkerung in der heutigen Gemeinde Mihăileni entwickelte sich wie folgt:
| Volkszählung | Volkszählung | Ethnische Zusammensetzung | Ethnische Zusammensetzung | Ethnische Zusammensetzung | Ethnische Zusammensetzung |
| Jahr         | Bevölkerung  | Rumänen                   | Magyaren                  | Deutsche                  | andere                    |
| ------------ | ------------ | ------------------------- | ------------------------- | ------------------------- | ------------------------- |
| 1850         | 2567         | 185                       | 2372                      | 1                         | 9                         |
| 1930         | 3457         | 483                       | 2964                      | 6                         | 4                         |
| 1941         | 3962         | 418                       | 3540                      | 2                         | 2                         |
| 1977         | 3271         | 641                       | 2624                      | -                         | 6                         |
| 2002         | 2643         | 555                       | 2086                      | 1                         | 1                         |
| 2011         | 2644         | 499                       | 2103                      | 2                         | 40                        |
| 2021         | 2593         | 360                       | 2002                      | -                         | 231                       |

Seit 1850 wurde in der heutigen Gemeinde Mihăileni die höchste Einwohnerzahl und die der Magyaren 1941 ermittelt. Die höchste Anzahl der Rumänen wurde 1977, die der Roma (51) 2021 und die der Rumäniendeutschen 1930 ermittelt.

## Sehenswürdigkeiten
- In Mihăileni die römisch-katholische Kirche Sf. Mihail,[9] im 15. Jahrhundert errichtet und im 19. erneuert,[10] steht unter Denkmalschutz.[11]
- In Mihăileni das Landhaus der ungarischen Adelsfamilie Biális (Haus Nr. 249A),[12] im 19. Jahrhundert errichtet, ist aktuell das Postgebäude der Gemeinde. Der Gemeinderat plant, das Gebäude zu rehabilitieren.[13] Das Gebäude steht unter Denkmalschutz.[11]
- Im Gemeindezentrum eine Wassermühle im 19. Jahrhundert errichtet, steht laut dem Verzeichnis historischer Denkmäler des Ministeriums für Kultur und nationales Erbe (Ministerul Culturii și Patrimoniului Național) unter Denkmalschutz.[11]
- Im eingemeindeten Dorf Văcărești (Vacsárcsi) die Ruinen des Herrenhauses der ungarischen Adelsfamilie Sándor, nach Angaben des Ministeriums für Kultur und nationales Erbe zwischen dem 14. und dem 17. Jahrhundert errichtet, steht unter Denkmalschutz.[11]
- Der Caracău-Viadukt, eine 264 Meter lange Bogenbrücke, auf der Bahnstrecke von Sfântu Gheorghe (Sankt Georgen) nach Adjud, zwischen den eingemeindeten Dörfern Livezi (Lóvész) und Nădejdea, 1946 errichtet.

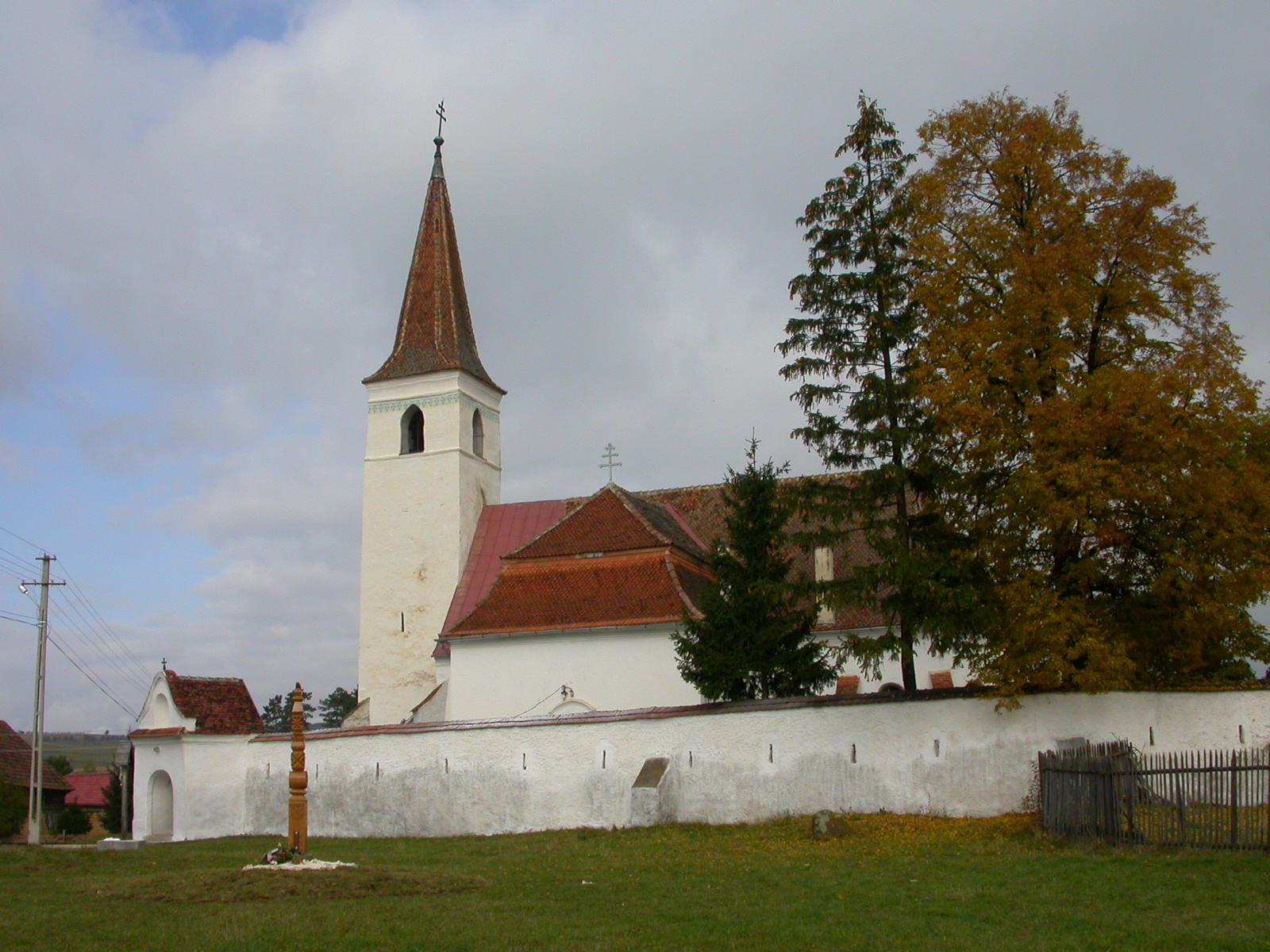
Römisch-katholische Kirche in Mihăileni
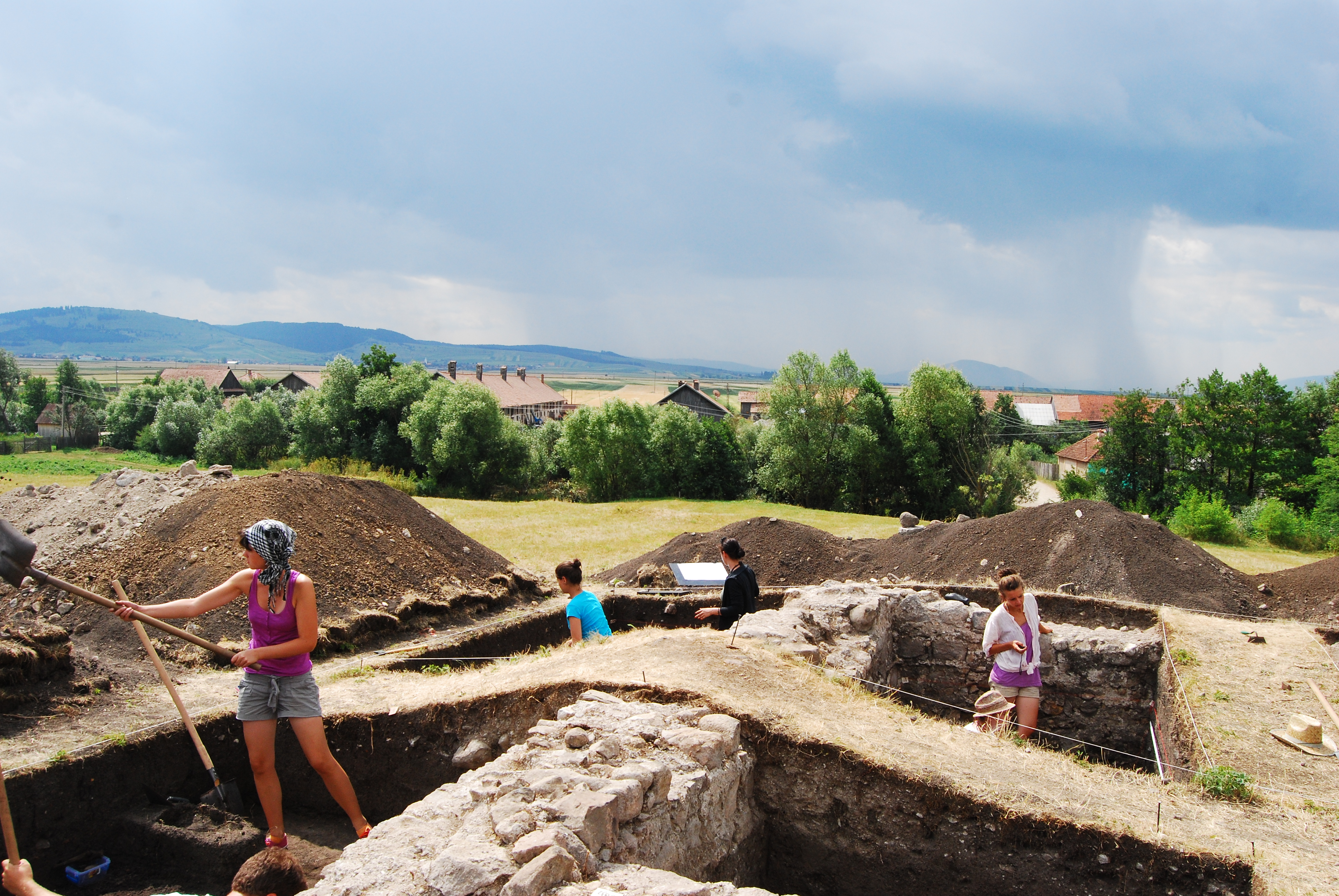
Ruinen des Herrenhauses Sándor
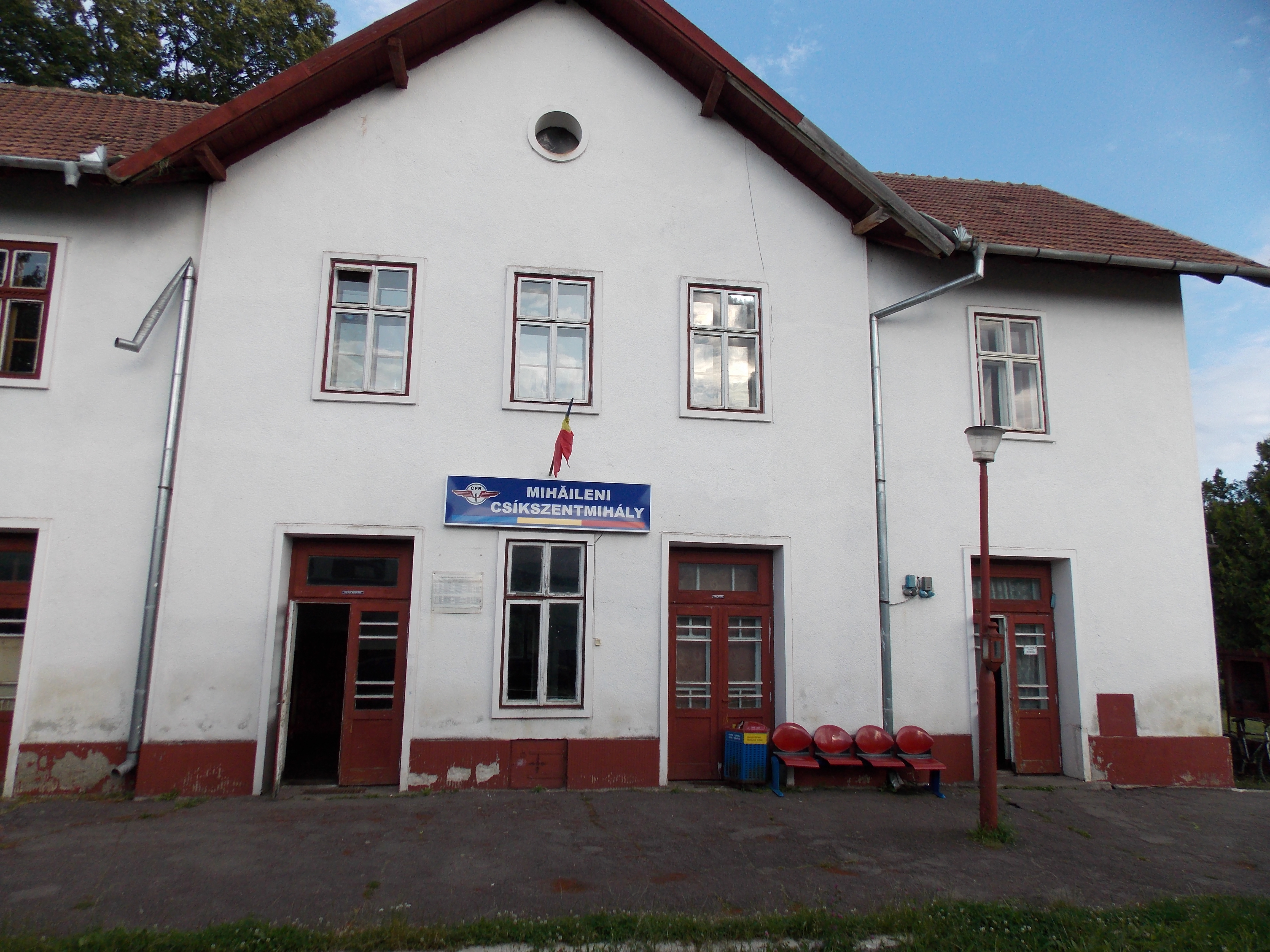
Bahnhofsgebäude in Mihăileni
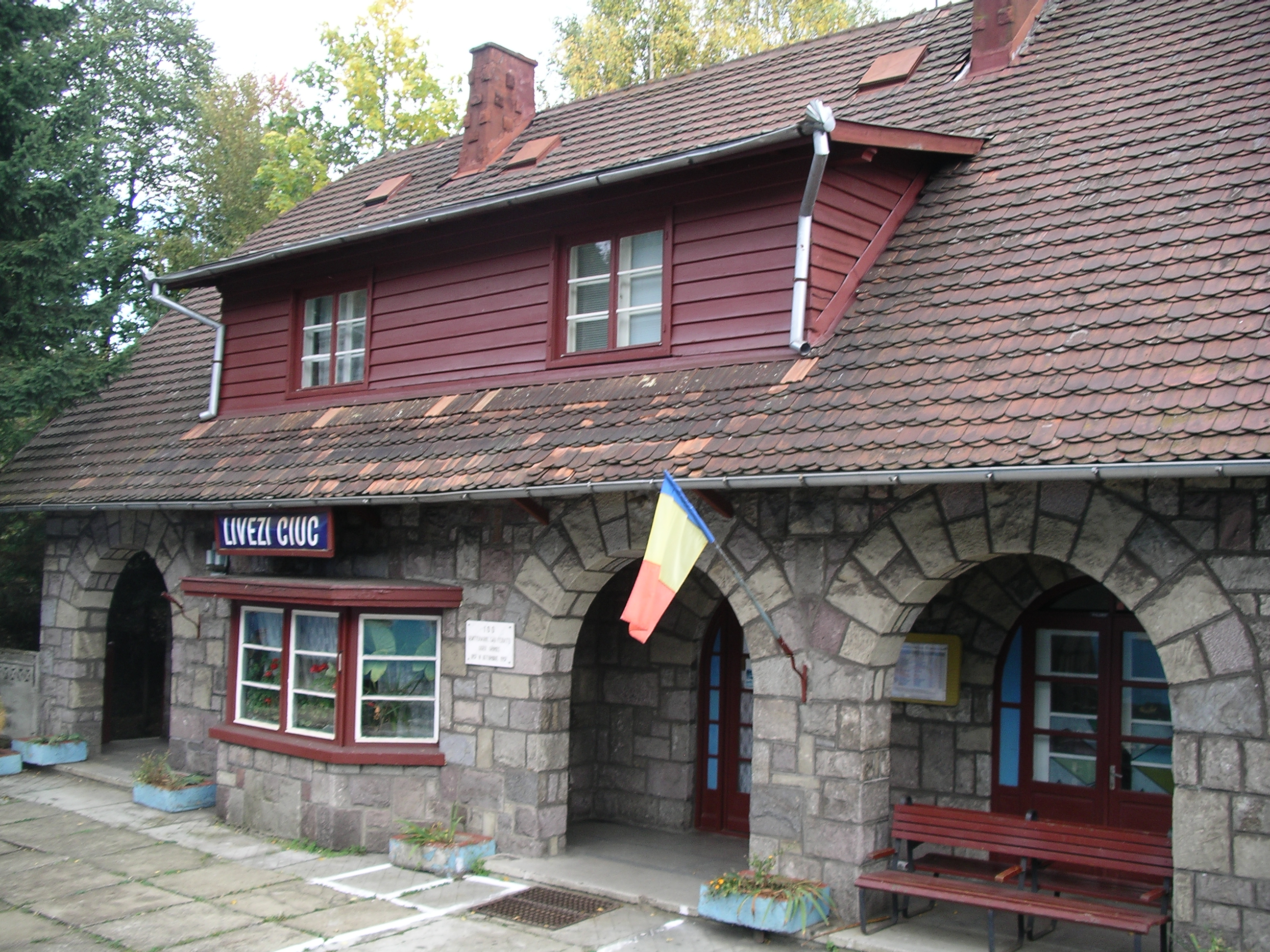
Bahnhofsgebäude in Livezi Ciuc
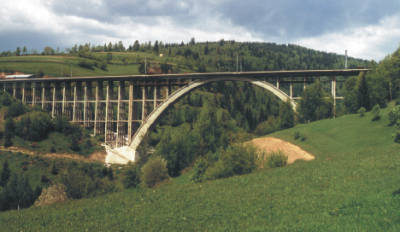
Caracău-Viadukt

## Persönlichkeiten
- Péter Sebestyén (* 1968), ungarischstämmiger, römisch-katholischer Kirchenautor[14]